# NGC 7576
NGC 7576 је лентикуларна галаксија у сазвежђу Водолија која се налази на NGC листи објеката дубоког неба.
Деклинација објекта је - 4° 43' 40" а ректасцензија 23h 17m 22,7s. Привидна величина (магнитуда) објекта NGC 7576 износи 12,9 а фотографска магнитуда 13,8. NGC 7576 је још познат и под ознакама MCG -1-59-12, IRAS 23148-0500, PGC 70948.